# Autostrada M31 (Węgry)
Autostrada M31 (węg. M31 autópálya) – autostrada na Węgrzech stanowiąca łącznik pomiędzy autostradami M0 i M3. Arteria M31 umożliwia także szybki dojazd z południowo-wschodniego Budapesztu do Gödöllő. Jest częścią trasy europejskiej E71.
Droga została oddana do użytku 26 lipca 2010 roku.
Na całej długości trasa jest czteropasowa – posiada dwie jezdnie po dwa pasy ruchu w każdą stronę, z przygotowaną rezerwą terenu na rozbudowę do przekroju sześciopasowego.